# Kevin Huizenga
Kevin Huizenga (né le 29 mars 1977 à Harvey dans l'Illinois) est un auteur de bandes dessinées américain.

## Biographie
Kevin Huizenga participe activement au mouvement américain de l'auto-édition au travers d'une publication abondante de mini-comics. L'éditeur canadien Drawn & Quarterly réédite sous la forme de petits albums (Or Else) les diverses histoires courtes que l'auteur avait précédemment édité sous forme de fanzines photocopiés. L'éditeur a aussi réuni plusieurs récits mettant en scène Glenn Ganges, son personnage le plus récurrent, dans un album baptisé Curses.
The Comics Journal l'a nommé Minimalist Cartoonist de l'année 2001. Il a aussi été nommé pour deux prix Ignatz dans les catégories « jeune talent le plus prometteur » et « mini-comic le plus remarquable ». En 2003, Kevin Huizenga concourt pour une nouvelle nomination mais cette fois-ci dans la catégorie « meilleure histoire courte » (Green Tea). Kevin Huizenga vit et travaille aujourd'hui à Saint-Louis.

## Œuvres publiées
Les traductions sont indiquées à la suite des publications originales en anglais.
- Supermonster numéros 1 à 14, auto-édition, 1993-2001
- Or Else n° 1-5, Drawn & Quarterly, 2004-2008.
- Ganges n° 1-5, Drawn & Quarterly, 2006-2014.
  - (fr) Ganges t. 1, Coconino Press et Vertige Graphic, coll. « Ignatz », 2006  (ISBN 2-84999-026-4).
- Curses, Drawn & Quarterly, 2006.
  - (fr) Malédictions, Coconino Press et Vertige Graphic, coll. « Offissa Pupp », 2006  (ISBN 2-84999-017-5)[1].
- Fight or Run: Shadow of the Chopper, Buenaventura Press (en), 2008.
- The Wild Kingdom, Drawn & Quarterly, 2010  (ISBN 9781770460003).
- Gloriana, Drawn & Quarterly, 2012  (ISBN 9781770460614).
- Amazing Facts and Beyond (dessin), avec Dan Zettwoch (texte), Uncivilized Books, 2013  (ISBN 9780984681464).
- Glenn Ganges in The River At Night, Drawn & Quarterly, 2019  (ISBN 9781770463745).
  - (fr) Glenn Ganges dans le flot des souvenirs, Delcourt, coll. « Outsider », 2021  (ISBN 978-2-413-03886-3). Sélection officielle du Festival d'Angoulême 2022

## Distinctions
- 2004 : Prix Ignatz de la meilleure histoire pour « Glenn Ganges », dans Drawn and Quarterly Showcase no 1
- 2005 : Prix Ignatz du meilleur comic book pour Or Else no 1
- 2007 : Prix Ignatz du meilleur recueil pour Curses
- 2010 : Prix Ignatz de la meilleure série pour Ganges